# Die Glocke

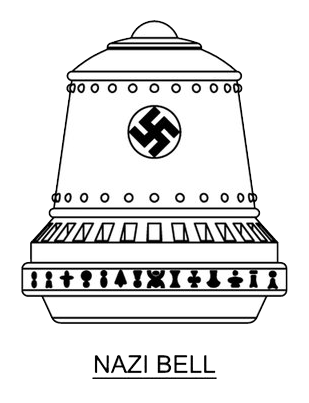
Il·lustració de "Die Glocke".

Die Glocke (La Campana, en alemany) era un suposat aparell de recerca científica o una suposada Wunderwaffe nazi. Fou descrita pel periodista i escriptor polonès Igor Witkowski en Prawda o Wunderwaffe (2000), essent popularitzada més endavant pel periodista militar i escriptor Nick Cook, així com per Joseph P. Farrell i altres autors que l'associen amb l'ocultisme nazi i recerques sobre antigravetat i energia lliure.
Segons l'article de Patrick Kiger publicat en la revista National Geographic, Die Glocke s'ha tornat un popular tema d'especulació, existint un fandom al voltant d'aquesta i altres suposades Wunderwaffen nazis. Investigadors com el científic aeroespacial retirat David Myhra es mostren escèptics davant l'existència de semblant aparell.

## Història
La discussió sobre Die Glocke es va originar a partir de l'obra d'Igor Witkowski. En el seu llibre de 2000 en polonès Prawda o Wunderwaffe (La veritat sobre les Wunderwaffe, reimprès en alemany com Die Wahrheit über die Wunderwaffe), l'esmenta com "La Campana nazi". Witkowski va escriure que havia descobert l'existència de la Campana llegint les transcripcions de l'interrogatori de l'oficial del Waffen SS Jakob Sporrenberg. Segons Witkowski, l'agost de 1997 un contacte anònim del servei secret polonès, que deia tenir accés a documents del govern sobre armes secretes nazis, li va mostrar les transcripcions presumptament classificades. Witkowski afirma que només li va permetre transcriure els documents i no se li va permetre fer cap còpia. Malgrat que no hi ha evidència sobre la veracitat de les declaracions de Witkowski, aquestes van aconseguir una major audiència quan van ser novament relatades per l'escriptor britànic Nick Cook, que va afegir els seus propis punts de vista a les afirmacions de Witkowski a The Hunt for Zero Point. Jason Colavito escrigué que les afirmacions de Witkowski foren reciclades a partir de rumors de la dècada de 1960 sobre ocultisme nazi publicats a "El retorn dels bruixots", descrivint a la Campana com "un aparell que poques persones fora de la cultura marginal creuen que va existir. En resum, sembla un engany o almenys una gran exageració".